# 缅甸龙竹
缅甸龙竹（学名：Dendrocalamus birmanicus）为禾本科牡竹属下的一个种。

## 扩展阅读
- 維基物種上的相關：缅甸龙竹